# Hercharn Singh
El Mayor Hercharn Singh (Panyabí: ਹਰਚਰਨ ਸਿੰਘ / ہرچرن سنگھ) (Nankana Sahib, 1987) es un militar del ejército pakistaní.

## Trayectoria
Nacido en una familia sij, estudió en el Forman Christian College de Lahore y se examinó en 2006 para ingresar en el ejército pakistaní.